# هينويا

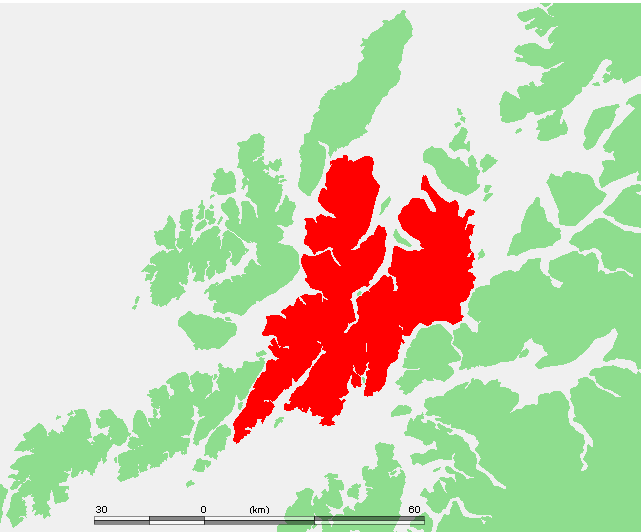
موقع جزيرة هينويا

هينويا (بالنرويجية: Hinnøya‏) هي جزيرة تقع في المحيط المتجمد الشمالي وتتبع النرويج سياسياً. يتبع جزء منها مقاطعة ترومس والجزء الآخر تابع لمقاطعة نورلان. وتعتبر هذه الجزيرة من جزر لوفوتن التي تقع شمال غرب النرويج، وتتواجد فيها بلدة هارستاد. تبلغ مساحتها 2,204.7 كم مربع.